# Itztal und Effeldertal bei Weißenbrunn vorm Wald

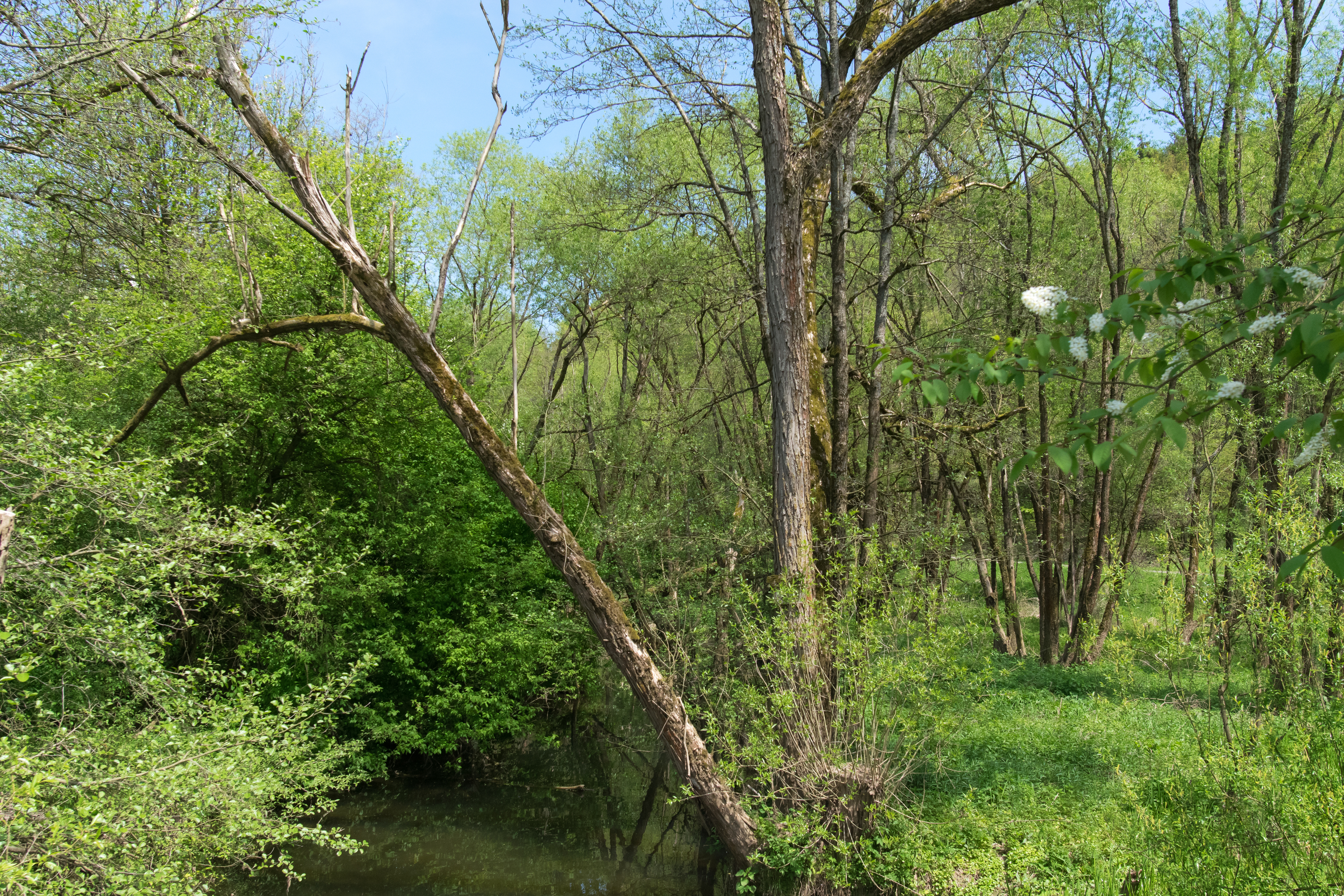
Talbereich der Effelder

Das Naturschutzgebiet Itztal und Effeldertal bei Weißenbrunn vorm Wald liegt im Gemeindegebiet der Stadt Rödental im oberfränkischen Landkreis Coburg in Bayern.
Das seit 1. Dezember 1997 bestehende Naturschutzgebiet östlich vom Rödentaler Stadtteil Weißenbrunn vorm Wald schützt die Talbereiche der beiden Flüsse Itz und Effelder bei ihrer Einmündung in den künstlich gestauten Froschgrundsee.
Es besteht aus vier nahe beieinander liegenden Einzelgebieten:
- Talbereich der Itz – nordwestlich des Froschgrundsees
- Talbereich der Effelder – nordöstlich des Froschgrundsees
- Uferbereich an der Westseite des Froschgrundsees
- Uferbereich an der südöstlichen Seite des Froschgrundsees

Das Gebiet umfasst Talbereiche mit naturnahen Fließgewässern, gut ausgebildete Ufergehölzsäume, Bachröhricht, Feuchtwiesen, Großseggensümpfe und Hochstaudenfluren.

## Geschichte
Die Regierung von Oberfranken hielt 1991 die Ausweisung des Naturschutzgebietes – bei einer damals geplanten Größe von 89 Hektar – für dringend geboten. Unter den nachgewiesenen Vogelarten befanden sich auch bedrohte Arten wie der Eisvogel, der Schwarzstorch und der Weißstorch.
Im Zuge der seit 1991 geplanten und heute in Bau befindlichen Schnellfahrstrecke Nürnberg–Erfurt erfolgte 1995, also noch vor der 1997 vollzogenen Ausweisung des Naturschutzgebietes, die Planfeststellung für die benötigte Brücke über den Froschgrundsee. Die 2011 fertiggestellte Talbrücke Froschgrundsee und die 2015 in Betrieb genommene 380-kV-Freileitung Thüringer Strombrücke überspannen den Froschgrundsee und verlaufen teilweise durch das Naturschutzgebiet.

## Bilder

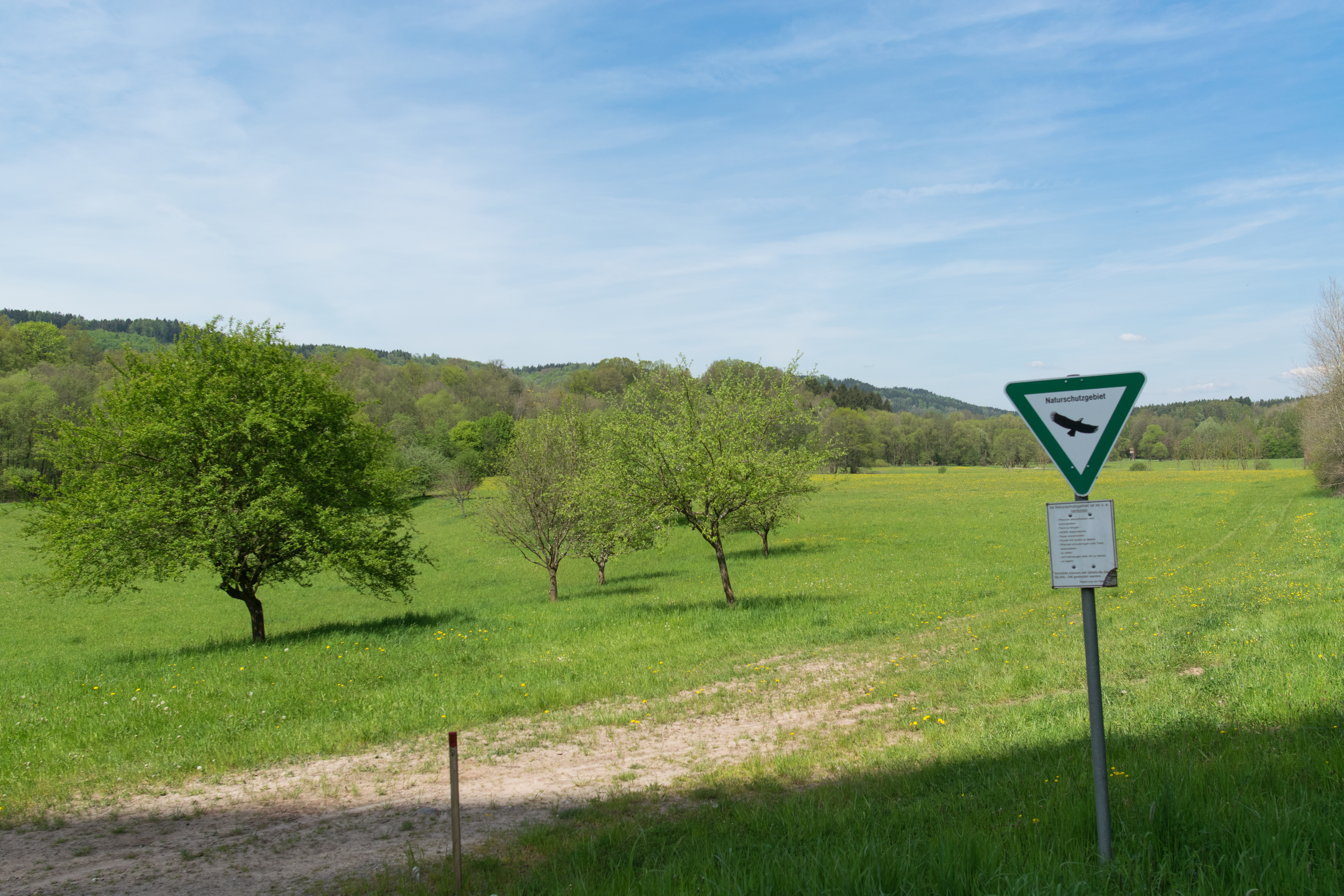
Talbereich der Itz, südlicher Teil (Blickrichtung: Norden)
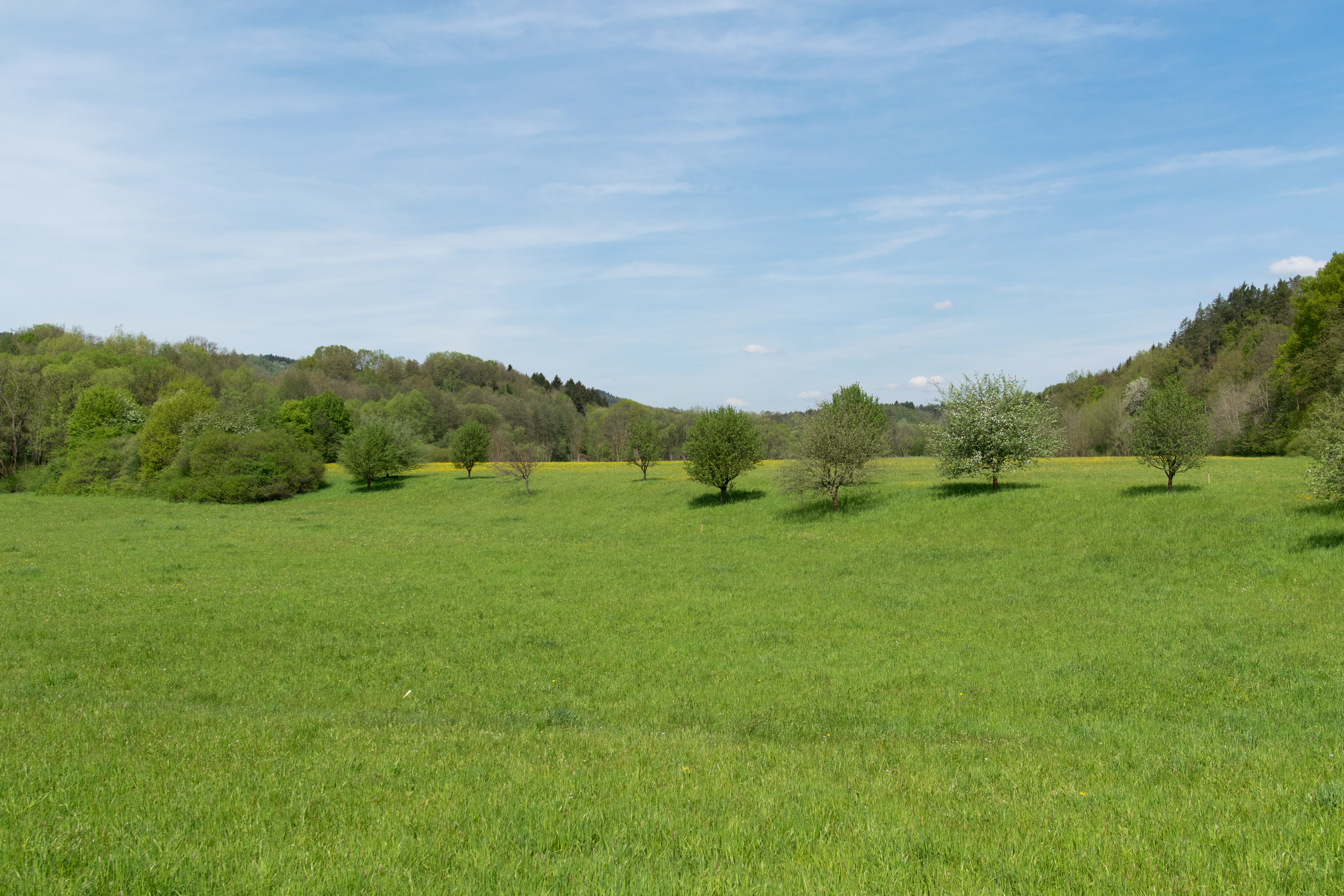
Talbereich der Itz, südlicher Teil (Blickrichtung: Norden)
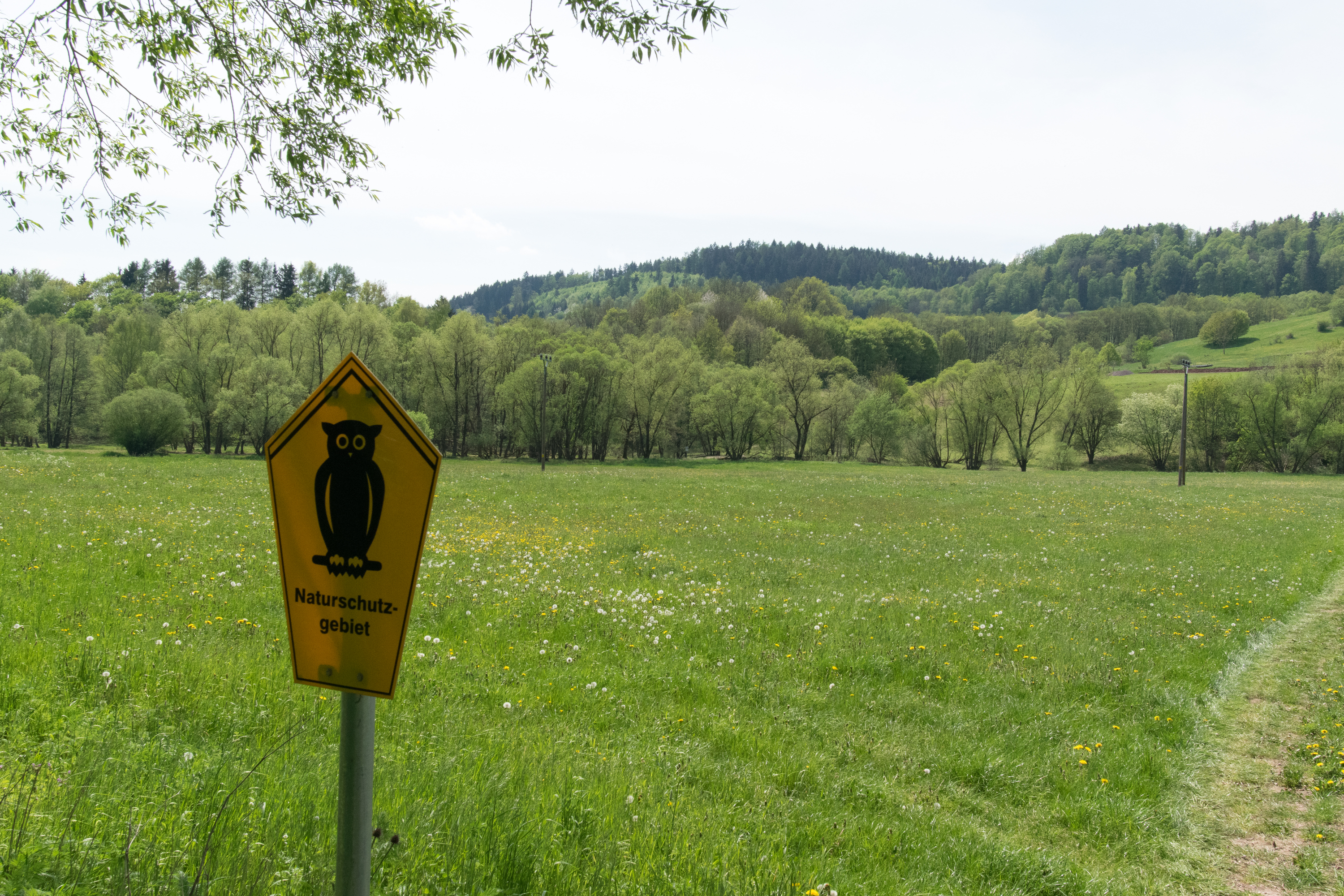
Talbereich der Itz, nördlicher Teil (Blickrichtung: Südwesten)
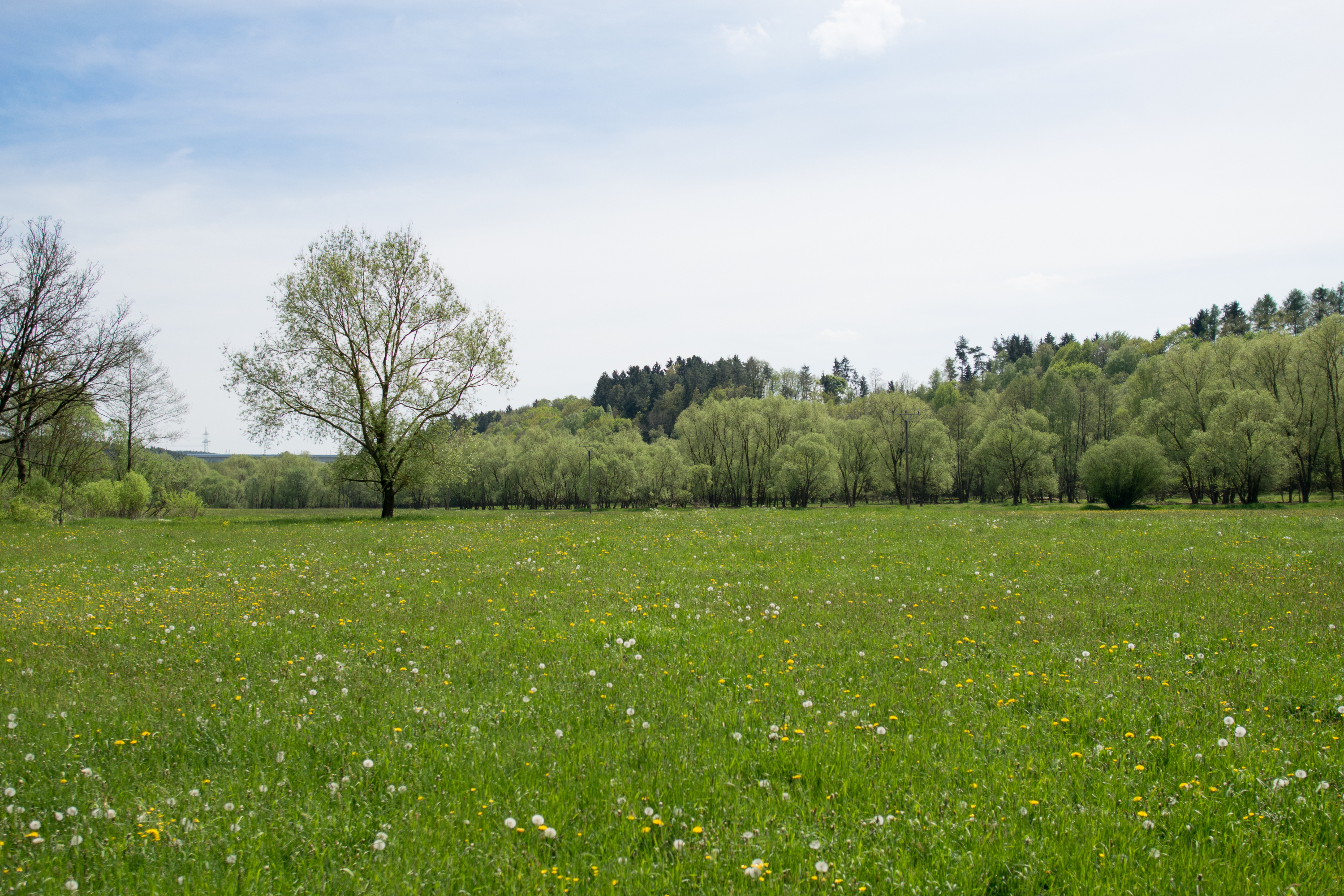
Talbereich der Itz, nördlicher Teil (Blickrichtung: Süden)